# Dokumentacja techniczna
Dokumentacja techniczna – jeden z rodzajów dokumentacji nieaktowej. Występuje w postaci opisów technicznych, obliczeń konstrukcyjnych, rysunków, planów, kosztorysów i harmonogramów. Przechowywana jest w archiwach użytkowników, inwestorów, wykonawców inwestycji, w archiwach instytucji, które w zakresie swoich kompetencji mają wydawanie zezwoleń budowlanych oraz archiwach jednostek projektowania.
Generalnie rzecz ujmując, dokumentacja techniczna służy do realizacji inwestycji, utrzymania obiektów w dobrym stanie technicznym, do produkcji określonych wyrobów, utrzymania w ruchu linii technologicznych, a także dla zachowania sprawności pojedynczych urządzeń.
W zależności od miejsca jej przechowywania ma ona różne okresy przechowywania. Decydują o tym kwalifikatory, zatwierdzane dla państwowych jednostek projektowania przez archiwa państwowe. O ile dokumentacja ta nie została zakwalifikowana do kategorii A, nakazuje się przechowywanie jej użytkownikom, zarządcom budynków i instytucjom wydającym pozwolenia budowlane, przez okres istnienia obiektu i dodatkowo przez okres pięciu lat po jego zburzeniu, utracie czy zaprzestaniu eksploatacji.
Dokumentację techniczną można podzielić z uwagi na jej zakres rzeczowy na:
- dokumentację inwestycyjną
- dokumentację konstrukcyjną
- dokumentację technologiczną
- dokumentację fabryczną
- dokumentację naukowo-techniczną
- dokumentację badawczo-rozwojową

Dokumentację techniczną można również podzielić ze względu na jej zakres formalny na:
- prace studialne
- prace normatywne
- normy, zmiany i poprawki norm
- normatywy i wytyczne techniczne
- katalogi i albumy detali
- techniczne biuletyny informacyjne
- informatory i foldery
- paszporty obiektów